# Paratropus vallenduuki
Paratropus vallenduuki är en skalbaggsart som beskrevs av Kanaar 1997. Paratropus vallenduuki ingår i släktet Paratropus och familjen stumpbaggar. Inga underarter finns listade i Catalogue of Life.